# Stefan Weigl
Stefan Weigl (* 1962 in München) ist ein deutscher Hörspiel- und Drehbuchautor.
Er ist Co-Autor des Drehbuchs zum Kinofilm Waschen Schneiden Legen mit Guildo Horn (1999). Bekannt wurde Stefan Weigl durch sein Hörspiel Stripped. Ein Leben in Kontoauszügen (WDR 2004), für das er mit dem Hörspielpreis der Kriegsblinden ausgezeichnet wurde. 2007 wurde im Verlag Tisch 7 sein Buch 'Marienplatz – Einmal Löwe – immer Löwe' veröffentlicht und es erschien ein weiteres Hörspiel für den WDR: Todesroman On/Off. 2008 verfasste Weigl ein weiteres Hörspiel über Warteschleifen von Telefonhotlines – „Moment, das wird Sie interessieren!“ (WDR). 2009 erhielt dieses Stück bei den ARD-Hörspieltagen sowohl den Deutschen Hörspielpreis der ARD als auch den ARD-Online-Award, über den das Publikum im Internet abstimmt. 2014 nahm Weigl für sein Drehbuch zur Kapitalismus-Satire Zeit der Kannibalen den Prix Europa entgegen, 2015 den Deutschen Filmpreis in Gold.

## Hörspiele
- 2011 Bewirtschaftung von Randgruppen, Regie: Thomas Wolfertz (WDR)
- 2009 Cute Knut, Regie: Ulrich Lampen (SWR)
- 2008 Menschen, Möbel, Dialoge – Das ist Dramaturgie – langweilig wird sie nie, Regie: Ulrich Lampen (SWR)
- 2008 Moment, das wird Sie interessieren, Regie: Thomas Wolfertz (WDR)[1]
- 2007 Todesroman On/Off, Regie: Thomas Wolfertz (WDR)
- 2006 Pimp my Aufsatz, Regie: Karin Hutzler (SWR)
- 2006 Marienplatz, Regie: Renate Pittroff (BR)[2]
- 2005 Nacht unter Berlin, Regie: Annette Kurth (WDR)
- 2004 Stripped. Ein Leben in Kontoauszügen, Regie: Thomas Wolfertz (WDR)[3]

## Roman
- 2009 Marienplatz – Einmal Löwe, immer Löwe

## Drehbücher
- 2023 Polizeiruf 110: Little Boxes (TV-Serie)[4]
- 2015 SOKO Wismar (TV-Serie), Episode: Glück und Glas
- 2014 Zeit der Kannibalen (Kinofilm), Regie: Johannes Naber
- 2013 Die Abenteuer des jungen Marco Polo (TV-Serie), 22 Episoden
- 2012 SOKO Wismar (TV-Serie), Episode: Vatertag
- 1999 Waschen Schneiden Legen (Kinofilm) zusammen mit Adolf Winkelmann, Johannes Kram und Michael Klaus

## Auszeichnungen
- 2015 Deutscher Filmpreis für das Drehbuch Zeit der Kannibalen (auch Bronzene Lola Bester Spielfilm)
- 2014 Preis der deutschen Filmkritik für Zeit der Kannibalen (Drehbuch)[5]
- 2014 Creative Energy Preis für Zeit der Kannibalen (Drehbuch) beim 26. Internationales Filmfest Emden-Norderney:[6]
- 2014 Prix Geneve-Europe – Best script by a newcomer beim Prix Europa für Zeit der Kannibalen[7]
- 2009 Deutscher Hörspielpreis der ARD und ARD-Online-Award für Moment, das wird Sie interessieren, Regie Thomas Wolfertz (WDR)
- 2004 Hörspielpreis der Kriegsblinden für Stripped – Ein Leben in Kontoauszügen, Regie Thomas Wolfertz (WDR)